# Henri Pieck

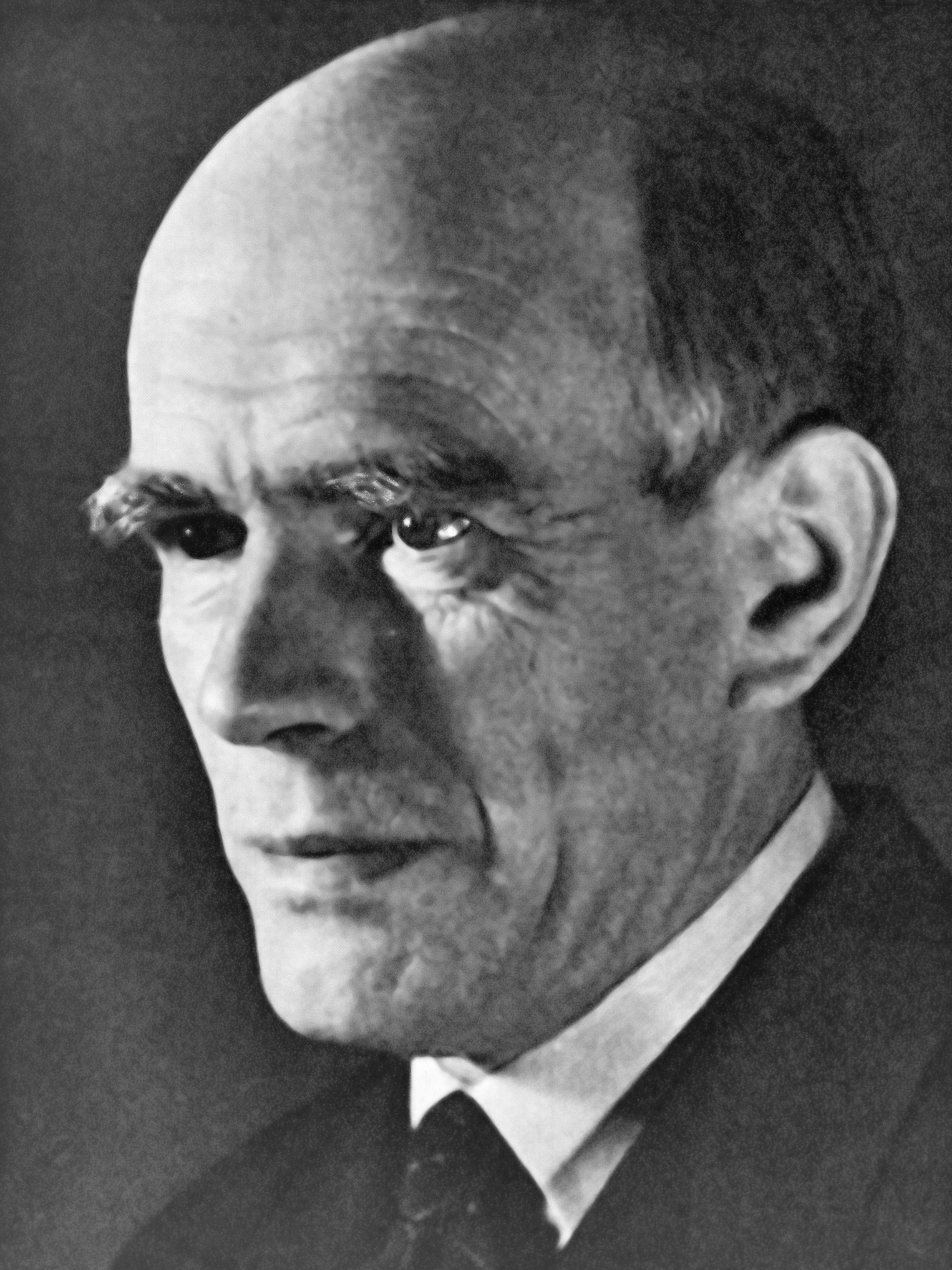
Henri Pieck (1946)̇

Henri Christiaan (Han) Pieck (Den Helder, 19 april 1895 – Den Haag, 12 januari 1972) was een Nederlandse architect, graficus, tekenaar, kunstschilder. Hij was de tweelingbroer van de bekende kunstenaar Anton Pieck en vader van de meubelontwerper en avonturier Han Pieck.

## Levensloop

### Jeugd en opleiding

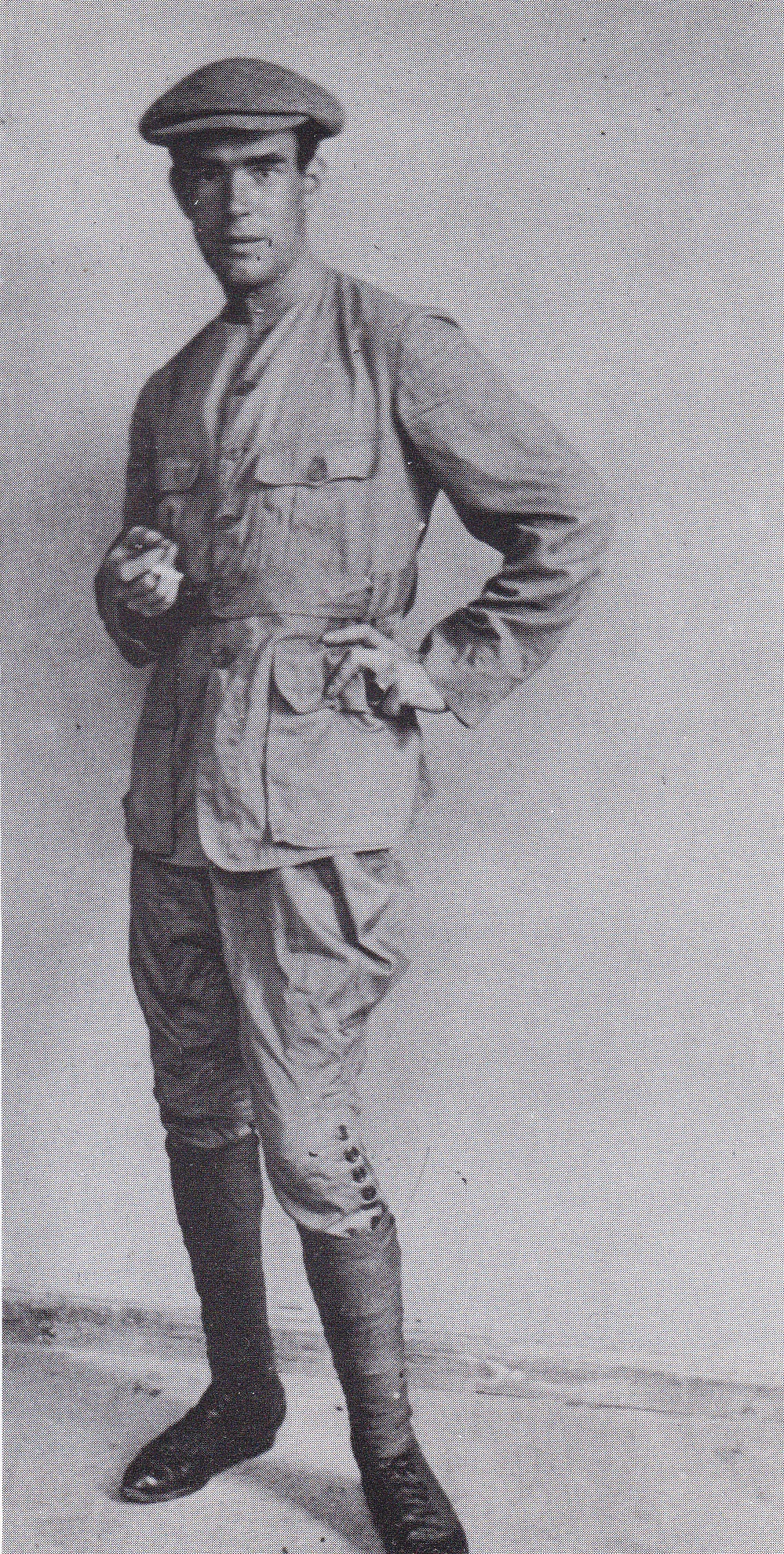
Han Pieck in Egypte (1920)

Henri Christiaan ("Han") Pieck werd op 19 april 1895 geboren in Den Helder als helft van een tweeling van Henri Christian Pieck (1861-1922), machinist bij de marine, en Petronella Pieck-Neyts (1855-1944). Zijn broer was Anton Franciscus. Op zesjarige leeftijd kregen beide broers tekenles van J.B. Mulders, die een avondschool had waar de broers naast de lagere school heen gingen. Van hem leerden ze de grondbeginselen van perspectief en proportie. In hetzelfde jaar verhuisde het gezin naar Den Haag, de geboorteplaats van vader Pieck, waar de broers de gedegen opleiding van het tekeninstituut Bik en Vaandrager volgden. Anton Pieck-biograaf Hans Vogelesang omschrijft het curriculum van de opleiding als volgt:
goed leren kijken en exact leren weergeven; perspectiefleer, tekenen van stillevens en gipsornamenten, later gipskoppen en levend model, anatomie en de beginselen van de kunstgeschiedenis. Alles heel schools maar grondig. Voor eigen opvattingen was geen plaats en geen tijd, daarmee kon men ná het examen aan de gang.
Op veertienjarige leeftijd behaalden beide Piecks hun L.O. akte tekenen en drie jaar later de M.O. akte. Omdat Henri werd beschouwd als de kunstenaar van de twee broers, mocht hij de Amsterdamse Academie voor Beeldende Kunsten gaan volgen; Anton begon met lesgeven aan het instituut waar hij leerling was geweest.
Henri is de bij het grote publiek onbekende tweelingbroer van Anton Pieck. Ook hij maakte grafisch werk, dat door kenners nog hoger wordt gewaardeerd dan dat van zijn beroemde broer. Zijn werk is ook veel zeldzamer. Pas na het overlijden van Anton Pieck kwam in de publiciteit welk leven zijn broer had geleid. Henri was sociaal zeer bewogen en communist. Zo was hij omstreeks 1930 lid van de Communistische Partij Holland. In de oorlog zat hij in het verzet.

### Affiches en schetsen
Henri ontwierp vóór de Tweede Wereldoorlog veel affiches, zoals voor de Jaarbeurs in Utrecht. Later, in Buchenwald, maakte hij veel schetsen.

### Illegaal werk (1940-1941)
Voor de oorlog was Henri Pieck een geheim agent van de Sovjet-Unie; in die functie woonde hij in diverse Europese landen. Bij het uitbreken van de Tweede Wereldoorlog werd hij een prominent lid van de communistische verzetsorganisatie De Vonk in Den Haag. De illegale bladen De Waarheid en De Vonk werden in zijn atelier in de Heerenstraat in Rijswijk gestencild. Ten gevolge van een infiltratie van een politiespion van de Haagse Politie Inlichtingendienst in opdracht van burgemeester De Monchy, werd hij op 9 juni 1941 gearresteerd. Hij zat tot maart 1942 in de gevangenis van Scheveningen (Oranjehotel), waarna hij via kamp Amersfoort naar het concentratiekamp Buchenwald werd afgevoerd waar hij verbleef tot 1945.

### Buchenwald (1940-1945)
In Buchenwald maakte Henri Pieck namens de Nederlandse communisten deel uit van de leiding van een ondergrondse communistische organisatie. Die organisatie heeft het leed van de gevangenen aanmerkelijk weten te verlichten. Ook wist die organisatie wapens te verzamelen, wat bij het naderen van de Amerikaanse troepen uiteindelijk geleid heeft tot een zelfbevrijding, waarbij Pieck ook een belangrijke organisatorische rol vervuld heeft. Direct na de bevrijding was Henri Pieck een belangrijk lid van het internationale comité van de ex-gevangenen en was vertegenwoordiger voor de Nederlandse ex-gevangenen tot ze gerepatrieerd werden.
In het Oranjehotel maakte Pieck tekeningen van de bewakers, waarvoor hij in ruil enkele gunsten kreeg zoals het open laten staan van zijn celdeur. In het concentratiekamp Buchenwald maakt Pieck schetsen van het wrede slavenbestaan van de gevangenen, die hij na zijn vrijlating verder uitwerkte.
Na de oorlog is Henri Pieck uitvoerig door het Bureau Nationale Veiligheid verhoord over zijn contacten met de Sovjet-Unie en met communisten in de concentratiekampen.
Henri Pieck schilderde en tekende niet alleen, hij illustreerde ook kinderboeken en enkele misdaadboeken van Ivans en van Jacques van Workum. Pieck was ook boekbandontwerper. Eveneens is hij als binnenhuisarchitect en ontwerper-inrichter van tentoonstellingsgebouwen werkzaam geweest. Hans Vogelesang, de biograaf van zijn broer, meent dat Pieck met zijn talenten als beeldend kunstenaar meer had kunnen bereiken wanneer hij over meer ambitie, discipline en concentratie had beschikt.

## Publicaties over Han Pieck
- Paul Arnoldussen en Hans Olink: Twee broers, drie levens. Henri en Anton Pieck. Amsterdam, Lubberhuizen, 2008. ISBN 9789059371002
- Igor Cornelissen: De GPOe op de Overtoom. Spionnen voor Moskou 1920-1940. Amsterdam, Van Gennep, 1989. ISBN 90-6012-813-3
- Elisabeth K. Poretsky: Our Own People. A Memoir of "Ignace Reiss" and His Friends. London, Oxford University Press, 1969. ISBN 0-19-211199-X.

## Bron
- Vogelesang, Hans (1992). Anton Pieck 1895-1987. Een geïllustreerd leven. Kampen: La Rivière & Voorhoeve. ISBN 9038404921

- Bibliothèque nationale de France: cb149230759 (data)
- Biografisch Portaal: 01914240
- Digitale Bibliotheek voor de Nederlandse Letteren: piec016
- Gemeinsame Normdatei: 118594265
- International Standard Name Identifier: 0000 0000 8375 1889
- Library of Congress Control Number: n83165534
- Nationale bibliotheek van Australië: 35196553
- Nationale Bibliotheek van Israël: 987007276108705171
- Nederlandse Thesaurus van Auteursnamen: 068518552
- RKD-Nederlands Instituut voor Kunstgeschiedenis: 63354
- Système universitaire de documentation: 129327441
- Trove: 860724
- Union List of Artist Names: 500179854
- Virtual International Authority File: 40170808
- WorldCat: E39PBJrWxWtwtjQJTf6Bjtt3Qq